# Antonyina Alekszejevna Rizsova
Antonyina Alekszejevna Rizsova (Moszkva, 1934. július 5. – 2020. május 1.) világ- és Európa-bajnok, olimpiai ezüstérmes szovjet válogatott orosz röplabdázó.

## Pályafutása
1950 és 1962 között a Lokomotyiv Moszkva, 1963 és 1969 között a CSZKA Moszkva, 1970–71-ben a Gyinamo Moszkva röplabdázója volt. Csapataival kilenc szovjet bajnoki címet nyert és háromszor volt BEK-győztes együttes tagja (1966, 1967, 1971).
Az 1964-es tokiói olimpián ezüstérmes lett a szovjet válogatottal. A világbajnokságokon két arany- és egy ezüstérmet szerzett. Az Európa-bajnokságokon hasonló eredményt ért el.

## Sikerei, díjai
- Olimpiai játékok
  - ezüstérmes: 1964, Tokió
- Világbajnokság
  - aranyérmes (2): 1956, 1960
  - ezüstérmes: 1962
- Európa-bajnokság
  - aranyérmes (2): 1958, 1963
  - ezüstérmes: 1955
- Szovjet bajnokság
  - bajnok (9): 1952, 1957, 1958 (Lokomotyiv), 1965, 1966, 1968, 1969 (CSZKA), 1970, 1971 (Gyinamo)
  - 2. (5): 1951, 1953, 1954, 1955, 1960 (Lokomotyiv)
- Szovjet kupa
  - győztes: 1952 (Lokomotyiv)
- Bajnokcsapatok Európa-kupája
  - győztes (3): 1966, 1967 (CSZKA), 1971 (Gyinamo)
  - 2. (2): 1968, 1969 (CSZKA)